# 柳叶天料木
柳叶天料木（学名：Homalium sabiifolium），为大风子科天料木属下的一个植物种。